# Улица Дарвина (Харьков)
Улица Дарвина (укр. Вулиця Дарвіна, до 1920-х Садово-Куликовская улица) — одна из улиц в центре Харькова.
Расположена в историческом Нагорном районе и административном Киевском, на так называемой Куликовой горе. Названа в советское время в честь основателя эволюционизма британца Чарльза Дарвина. Отличается большим количеством памятников архитектуры.

## Расположение
Улица Дарвина начинается от Пушкинской улицы рядом со станцией метро Бекетова и далее идёт в сторону реки Харьков.
Протяжённость улицы составляет около 700 метров, улица является относительно короткой и тем не менее оживлённой. Улица Дарвина кончается поворотом на улицу Мельникова (б. Куликовскую).

## История
В начале второй половины XVIII века весь огромный участок Нагорного района от нынешних Московского проспекта до ул. Гуданова и от Журавлёвского склона реки Харьков до Пушкинской улицы принадлежал полковнику Харьковского полка Куликовскому. По его фамилии названа была Куликова гора, где и расположились улицы Куликовская (Мельникова) и Садово-Куликовская (Дарвина).
Интересно, что бывшая миллионерша Куликовская проживала на Садово-Куликовской на своей бывшей земле в одной из комнат своего бывшего дома уже в СССР до конца 1920-х годов, а её сын гвардии полковник Кирасирского полка Николай Куликовский, ставший 4 ноября 1916 года мужем сестры Императора Николая Второго Ольги Александровны, в этот момент уже был в эмиграции, в Дании, на родине матери своей жены.

## Достопримечательности и архитектурные памятники
- Харьковский дом архитектора.
- Дом 17 — построен Алексеем Бекетовым для себя одноэтажным (он в нём не жил, сразу же построил дом 37). Надстроен после войны на 2 этажа, потерял свой прежний облик.
- На улице также расположена городская студенческая поликлиника (1970).
- Рядом с улицей был построен в 1885 году Харьковский технологический институт (сейчас НТУ ХПИ).

## Исторические факты
- После «харьковского краха» и последовавшего самоубийства либо убийства тестя академика Бекетова промышленника Алексея Алчевского в мае 1901 года после него остались большие долги. Тёща Бекетова продала усадьбу с садом, а академик архитектуры Бекетов вынужден был продать свой особняк обществу автомобилистов и затем построил себе двухэтажный дом 37 в самом конце Садово-Куликовской, над Журавлёвскими склонами, где участки были дешевле и место не такое престижное. Сам архитектор с семьёй жил во втором этаже, а нижний сдавал. Среди жильцов были художник М. Р. Пестриков, а уже при советской власти, в 1930-х — известный баталист Николай Самокиш. На небольшой улице Дарвина Бекетов построил пять зданий: 13, 17, 21, 23, 37.
- В той же до- и послереволюционной квартире архитектора на Садово-Куликовской (ул. Дарвина) до сих пор проживают его внуки Ф. Рофе-Бекетов[1] и В. Рофе.
- Праправнуки Бекетова ходят (в 2008 году) в первую школу по ул. Красина, 12, первый корпус которой на Дарвина (дом 13) построил в 1896 году их прапрадед.

## В художественных произведениях
Куликовская улица

На этой улице евреи с утра до вечера кишат,

а чтоб им было веселее, устроен здесь «Славянский сад».

Цветёт он летом и зимою, шумя еврейскою толпою…— Иванов Василий (Шпилька), «Путеводитель по Харькову», 1890

## Галерея

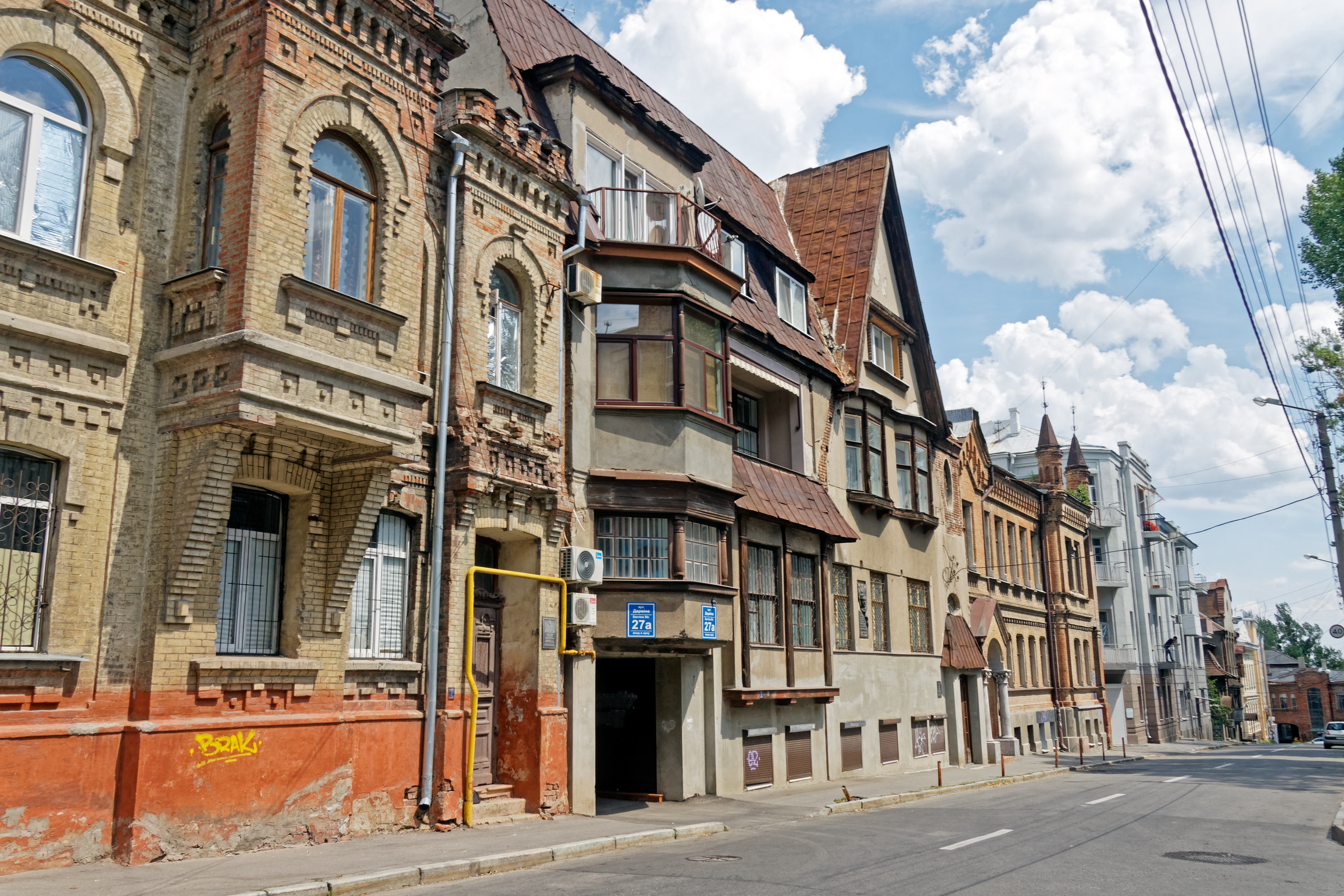
Нечётная сторона улицы
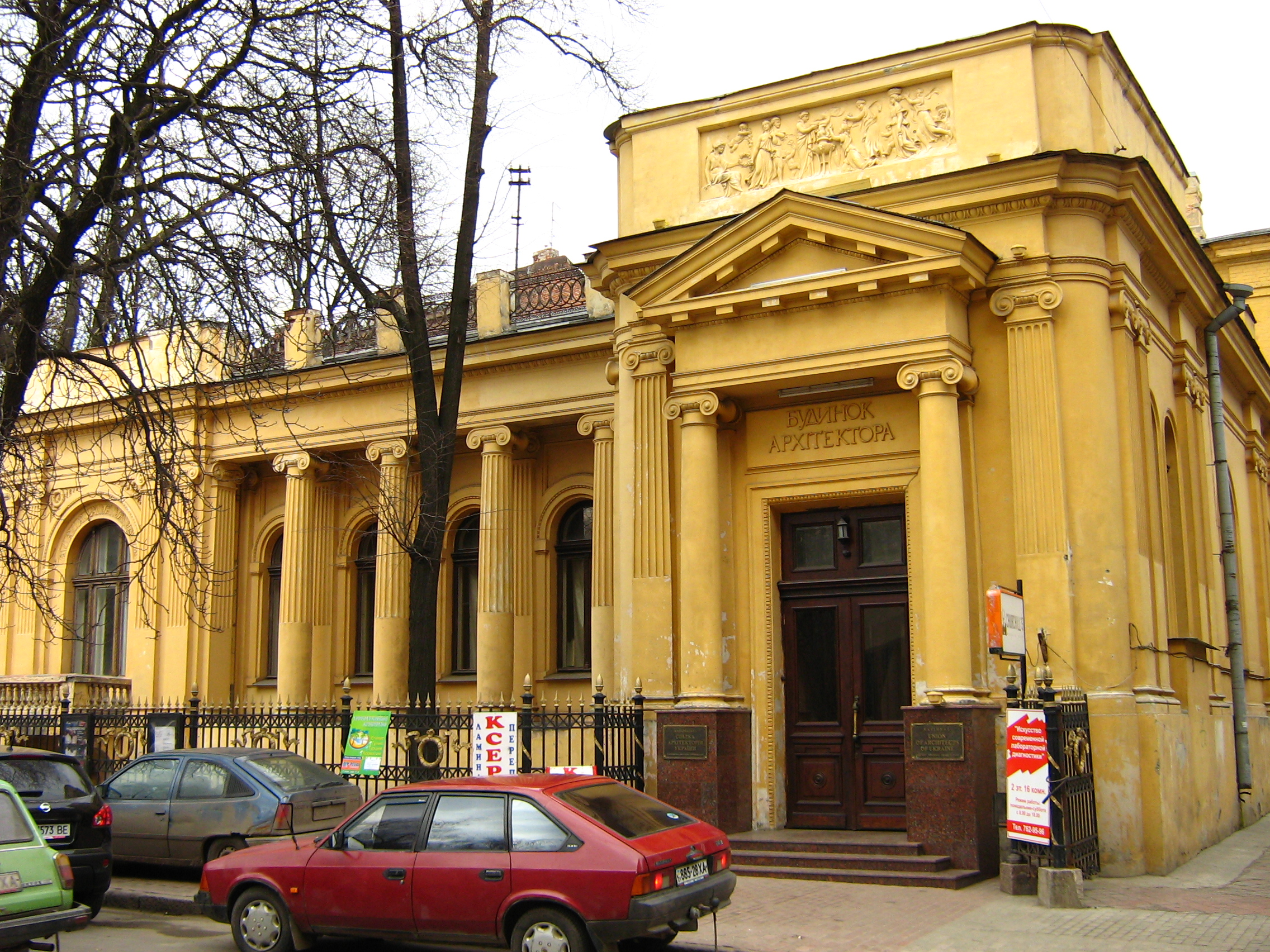
Дом архитектора
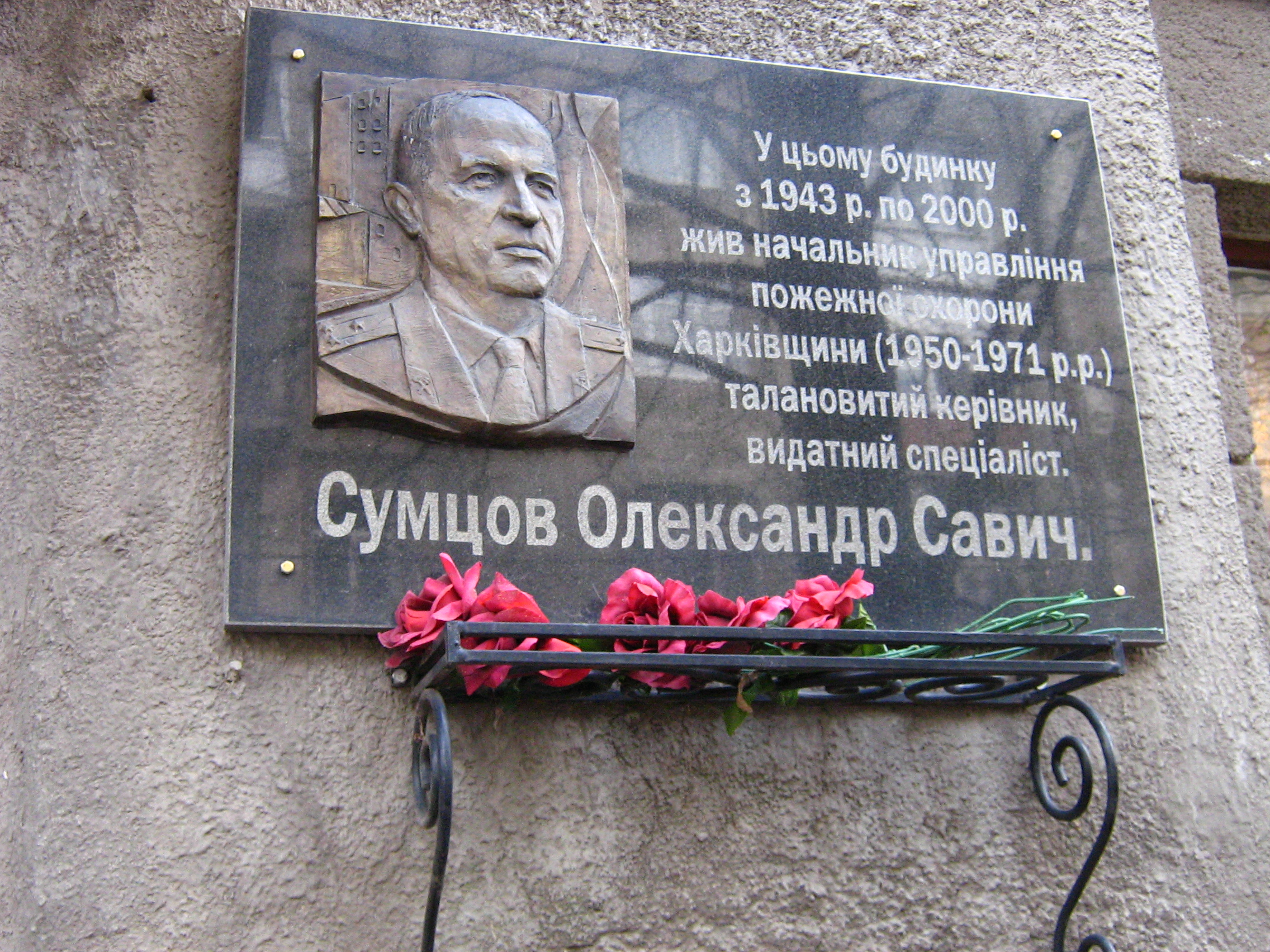
Памятная табличка на одном из домов улицы
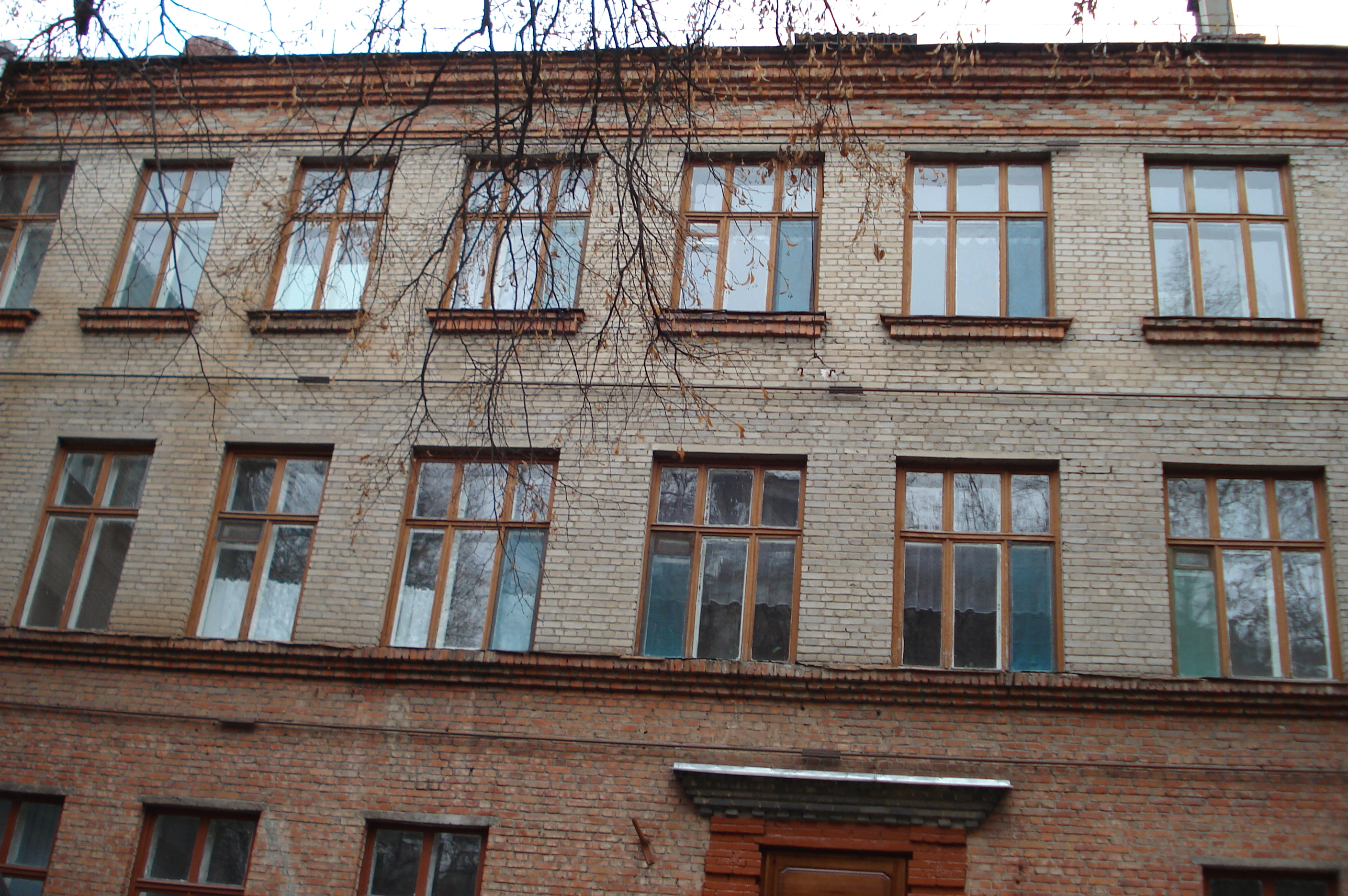
Роддом